# Euglossa perfulgens
Euglossa perfulgens är en biart som beskrevs av Jesus Santiago Moure 1967. Euglossa perfulgens ingår i släktet Euglossa, tribus orkidébin, och familjen långtungebin. Inga underarter finns listade.